# Hans Michael Hennenvogel
Hans Michael Hennenvogel, auch Johann Michael Hennenvogel, (* 1722 in Wessobrunn; † 1808 in Säckingen) war ein Stuckateur der Wessobrunner Schule.

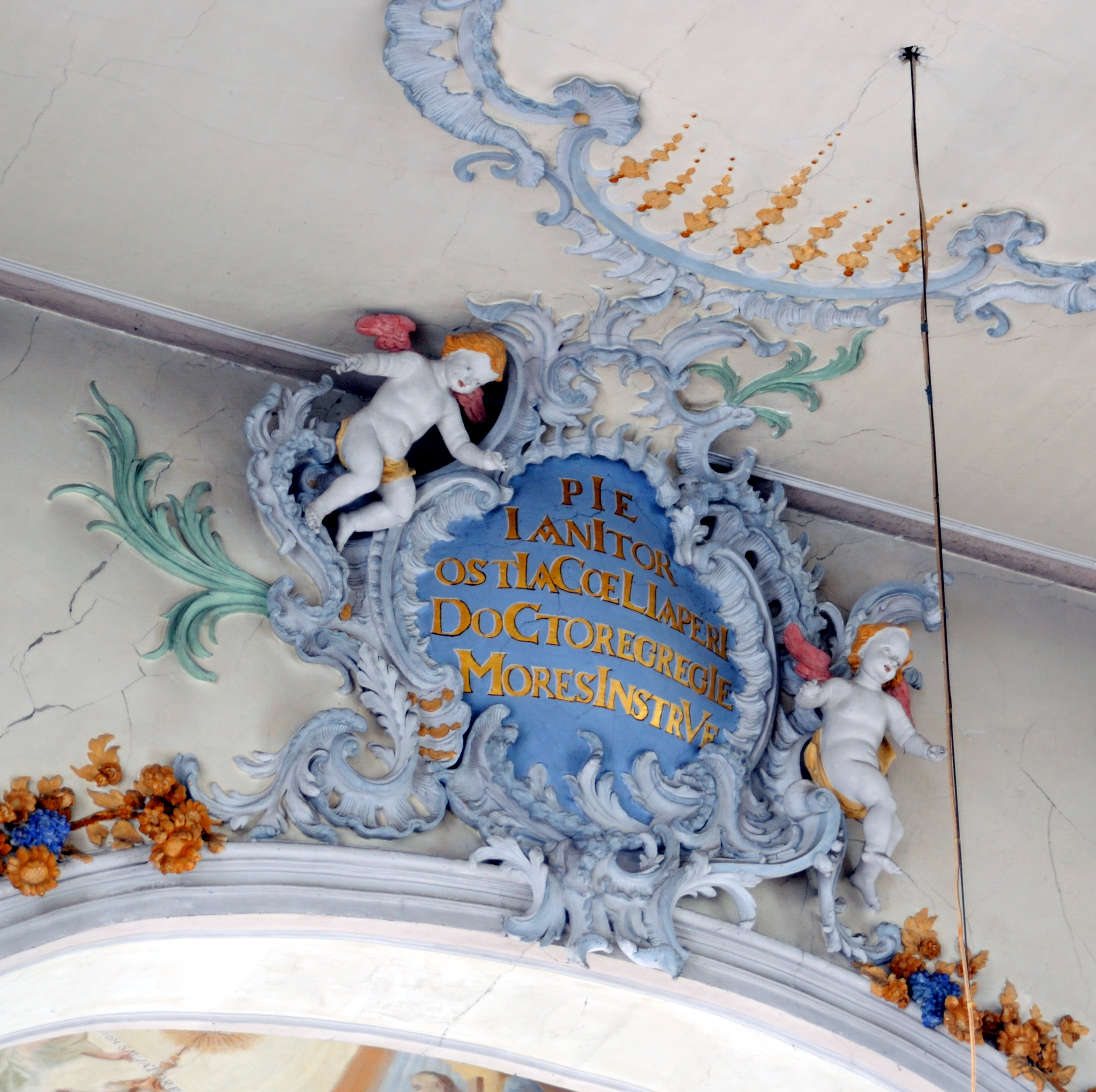
Chronogramm mit Puttos und Rocaillen von Hans Michael Hennenvogel

## Leben
Er lernte als Gehilfe und Parlier bei Johann Georg Gigl beim Aufbau der dritten Klosteranlage (Hofsaal) 1743 des Klosters St. Blasien und bei Johann Michael Feuchtmayer beim stuckieren des Fridolinsmünster in Säckingen. 1749 heiratet er in die Säckinger Stuckatorenfamilie Sihler ein, diese war tätig beim Chorraum und den Seitenkapellen 1757 und 1758, 1772 im Schiff der Todtmooser Wallfahrtskirche, in Todtmoos trug er 1763 und 1764 die Stuckierung des Fürstenzimmers im Superiorratsgebäude (Pfarrhaus) an.

## Werke
Stuckaturen von ihm sind erhalten in den Kirchen in Laufenburg, in Minseln in der Kirche St. Peter und Paul und Hänner. Tätig war er auch als Mesner im Fridolinsmünster.